# Sygic
Sygic是2004年由斯洛伐克Sygic公司所研發的離線衛星導航軟體，使用者可預先將電子地圖資料儲存於記憶卡以供瀏覽。此套軟體的使用裝置乃是智慧型手機，可顯示的語言版本超過30種，主要有英文、中文、西班牙文等，甚至連俄文、阿拉伯文、波斯語、馬來語、希臘語等也能顯示。

## 概要
由麥克·史登克（Michal Stencl）開發撰寫的Sygic使用TomTom電子地圖資料，3D建築畫面色彩豐富且流暢，拖拉、縮放地圖畫面的速度頗快；但是這些離線圖資需要額外付費。其他特色尚包含路口實景、語音導航、多點路徑選澤等，加價升級後還具有即時路況和抬頭顯示等功能。其中後者乃是將在擋風玻璃上投射車速、速限、下個轉彎箭頭、下次轉彎距離、抵達時間等資料，使得駕駛者視線可保持在前方，這是其他同類競爭對手中少見的。

## 內部連結
- 全球定位系統
- 衛星導航系統

## 外部連結
- （英文）Sygic官方網站（页面存档备份，存于）
- 淺談衛星導航系統（页面存档备份，存于）